# Arrriva Dorellik
Pour plus de détails, voir Fiche technique et Distribution.
Arrriva Dorellik est un film italien réalisé par Steno, sorti en 1967.

## Fiche technique
- Titre : Arrriva Dorellik
- Réalisation : Steno
- Scénario : Franco Castellano et Giuseppe Moccia
- Montage : Ornella Micheli
- Musique : Franco Pisano
- Pays d'origine : Italie
- Format : Couleurs - 35 mm - 1,85:1 - Dolby Digital
- Genre : comédie
- Date de sortie : 1967

## Distribution
- Johnny Dorelli : Dorellik
- Margaret Lee : Baby Eva
- Alfred Adam : Serg. Saval
- Jean-Pierre Zola : Professeur Antoine Le Duc
- Rossella Como : Barbara Le Duc
- Riccardo Garrone : Vladimiro Dupont
- Piero Gerlini : Raphael Dupont
- Agata Flori : Charlotte
- Didi Perego : Gisèle Dupont
- Terry-Thomas : Commissaire Green
- Valentino Macchi